# Ленточница тополёвая
Ленточница тополёвая или орденская лента тополёвая (Catocala elocata) — вид бабочек из семейства Erebidae.

## Описание
Длина переднего крыла — 36—42 мм. Размах крыльев 65—82 мм. Передние крылья буро-серого цвета с множеством волнистых поперечных линий и полос, образующих сложный рисунок. На внешнем поле находится одна субмаргинальная полоса, сильно растушеванная. Бахрома передних крыльев окрашена в тон крыла. Почковидное пятно бурого цвета, окружено растушеванным тёмно-бурым. Задние крылья красного цвета, с чёрной широкой каймой и чёрной перевязью. Расширение перевязи у переднего крыла и на середине маловыражены. Бахрома задних крыльев — белая.

## Ареал
Распространён от Центральной и Южной Европы, европейская часть России от Калининградской области до Астраханской области и Северного Кавказа), Кавказ, Закавказье, восточнее до Ближнего и Среднего Востока и Центральной Азии, Южная Сибирь, Китай, Приамурье, Приморье.

## Биология

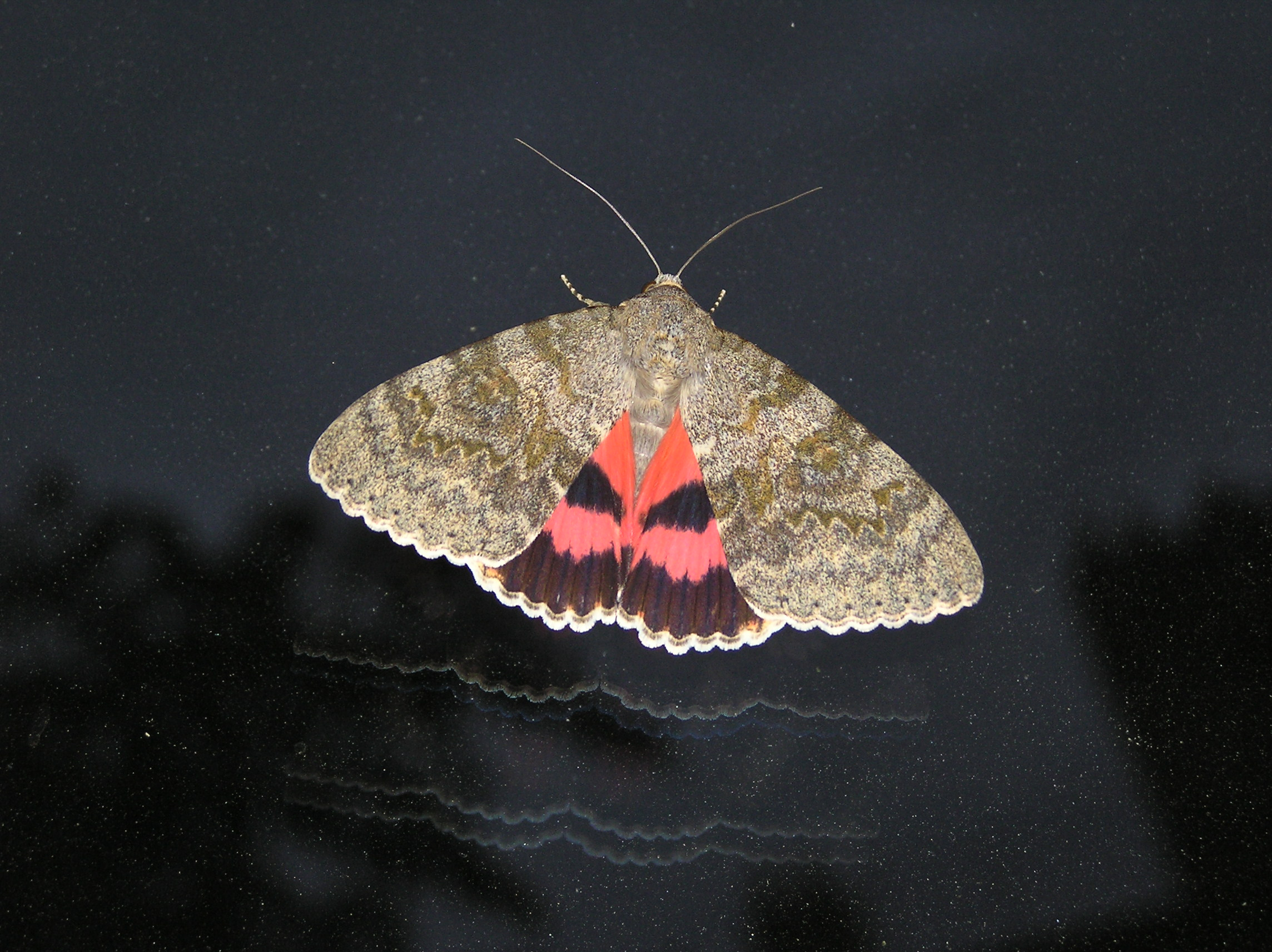

Бабочек ведут сумеречно-ночной образ жизни. Встречается в лиственных и пойменных лесах, парках, по берегам рек и прудов с ивняками-ракитниками, в любых других лесных формациях, содержащих в своем составе ивы. Развивается в одном поколении за год. Время лёта бабочек с конца июня до начала октября. Бабочки питаются забродившим соком дубов и других деревьев.
Гусеницы развиваются с мая до начала июля. Гусеницы питаются листьями ивы, тополя, осины. Гусеницы окукливаются в легком паутинном коконе. Зимующая фаза — яйцо.